# Joaquín Reyes Cano
Joaquín Reyes Cano (Albacete, 16 d'agost de 1974) és un actor, còmic i il·lustrador  castellà-manxec. Va dirigir el programa de TVE Muchachada Nui (i abans, La hora chanante) en La 2, i ha treballat en Fibrilando, Camera Café (Telecinco) i ha col·laborat amb l'espai radiofònic No somos nadie (M80).
Joaquín estudià Belles arts en la Facultat de Conca de la Universitat de Castilla-La Mancha i ha treballat com a il·lustrador per a edicions d'El barco de vapor o de Zumo de lluvia, de Teresa Broseta.
El 2002 es va unir a Ernesto Sevilla i Raúl Cimas per formar el grup conegut com el "Trío de Albacete", als que posteriorment es va unir Pablo Chiapella per fer La hora chanante a Paramount Comedy.
Pel febrer del 2018, sis policies el van intentar detenir pensant-se que era Carles Puigdemont, que en aquell moment s'estava a Brussel·les. El fet és que efectivament Reyes estava disfressat de Puigdemont perquè estava rodant un esquetx humorístic.

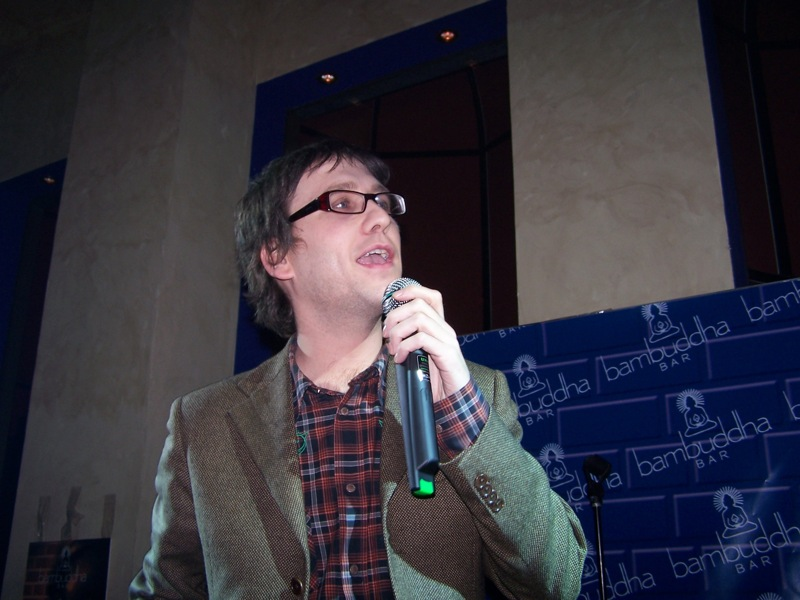
Reyes, 2006

## Filmografia

### Cinema
- La Gran Revelación, 2004
- La Crisis Carnívora, 2006
- Spanish Movie, 2009
- Cuerpo de élite, 2018

### Televisió
- Nuevos Cómicos (2001), Paramount Comedy
- La hora chanante (2002-2006), Paramount Comedy
- Lo + Plus (2004-2005), Roberto Picazo, Canal+
- Noche sin tregua (2004-2006), Roberto Picazo, Paramount Comedy
- Smonka! (2005), Onofre, Paramount Comedy
- Camera Café (2005-), Richard, Telecinco
- Silenci? (2006), TV3
- A Pelo (2006-2007), La Sexta
- Muchachada Nui (2007-), La2
- Planeta Finito a Escòcia (2007), La Sexta
- Miradas 2 (2007), TVE
- Cámara Abierta 2.0 (2007), TVE
- Informe Semanal (2007), TVE
- ¡Salvemos Eurovisión! (2008), La 1
- Museo Coconut (2010-), Neox
- Anclados (2015-), Telecinco
- La que se avecina (2015), Iñigo (capítol 113), Telecinco
- Retorno a Lilifor (2015), Onofre, Neox
- El hombre de tu vida (2016), Raül, La 1
- Feis tu feis (2016), ell mateix, Cuatro
- Late Motiv (2016-2017), Devon Knight, #0
- Cuerpo de élite (2018), Julian Ocaña, ministre de l'interior, Antena 3
- Capítulo 0 (2018-?), presentador, #0

## Ràdio
- No somos nadie, M80 Radio

## Il·lustració
- El club de los coleccionistas de noticias, Col·lecció El barco de vapor
- Zumo de lluvia, de Teresa Broseta
- Latín. Diccionario didáctico i Valencià 3r E.P. Nou Projecte Terra, Col·lecció Grupo SM
- Ortografía castellana elemental, Editorial Cruïlla
- Habitual als suplements d'estiu d'El País de 2007-2008